# Сакунихский сельский совет
Сакунихский сельский совет (укр. Сакуниська сільська рада) — входит в состав Недригайловского района
Сумской области Украины.
Административный центр сельского совета находится в с. Сакуниха.

## Населённые пункты совета
- с. Сакуниха
- с. Великая Диброва
- с. Лахновщина
- с. Перетички

## Ликвидированные населённые пункты совета
- с. Бараново
- с. Гавришево